# Dipartimento di Quiché
Il dipartimento di Quichè è un dipartimento del Guatemala. Il capoluogo è Santa Cruz del Quiché.
Vi è nata Rigoberta Menchú Tum, premio Nobel per la pace nel 1992; precisamente nel comune di San Miguel Uspantán.

## Comuni
Il dipartimento di Quichè conta 21 comuni:
- Canillá
- Chajul
- Chicamán
- Chiché
- Chinique
- Cunén
- Joyabaj
- Pachalúm
- Patzité
- Playa Grande Ixcán
- Sacapulas
- San Andrés Sajcabajá
- San Antonio Ilotenango
- San Bartolomé Jocotenango
- San Juan Cotzal
- San Pedro Jocopilas
- Santa Cruz del Quiché
- Santa María Nebaj
- Santo Tomás Chichicastenango
- Uspantán
- Zacualpa